# Плейно (Кентуккі)
Плейно (англ. Plano) — переписна місцевість (CDP) в США, в окрузі Воррен штату Кентуккі. Населення — 1223 особи (2020).

## Географія
Плейно розташоване за координатами 36°52′40″ пн. ш. 86°24′58″ зх. д. / 36.87778° пн. ш. 86.41611° зх. д. (36.877795, -86.416037).  За даними Бюро перепису населення США в 2010 році переписна місцевість мала площу 2,67 км², з яких 2,66 км² — суходіл та 0,01 км² — водойми.

## Демографія
Згідно з переписом 2010 року, у переписній місцевості мешкало 1117 осіб у 402 домогосподарствах у складі 330 родин. Густота населення становила 418 осіб/км².  Було 419 помешкань (157/км²).
Расовий склад населення:
| - 94,1 % — білих - 3,0 % — чорних або афроамериканців - 0,9 % — азіатів |

До двох чи більше рас належало 1,2 %. Частка іспаномовних становила 1,6 % від усіх жителів.
За віковим діапазоном населення розподілялося таким чином: 28,3 % — особи молодші 18 років, 63,6 % — особи у віці 18—64 років, 8,1 % — особи у віці 65 років та старші. Медіана віку мешканця становила 35,8 року. На 100 осіб жіночої статі у переписній місцевості припадало 98,0 чоловіків;  на 100 жінок у віці від 18 років та старших — 89,8 чоловіків також старших 18 років.
Середній дохід на одне домашнє господарство  становив 73 294 долари США (медіана — 67 108), а середній дохід на одну сім'ю — 81 652 долари (медіана — 73 787). За межею бідності перебувало 4,4 % осіб, у тому числі 0,0 % дітей у віці до 18 років та 0,0 % осіб у віці 65 років та старших.
Цивільне працевлаштоване населення становило 714 особи. Основні галузі зайнятості: освіта, охорона здоров'я та соціальна допомога — 35,4 %, роздрібна торгівля — 10,9 %, виробництво — 9,5 %, транспорт — 9,2 %.